# Gent per Formentera
Gent per Formentera (em catalão e oficialmente; em castelhano: Gente por Formentera) é uma agrupação política da Espanha, de âmbito regional da ilha de Formentera, nas Ilhas Baleares. Foi fundada em 2006, com objetivo de concorrer às eleições ao Parlamento das Ilhas Baleares de 2007 junto ao PSIB-PSOE e também ao Conselho Insular de Formentera.